# Charlotte Wilhelmine von Anhalt-Bernburg-Schaumburg-Hoym

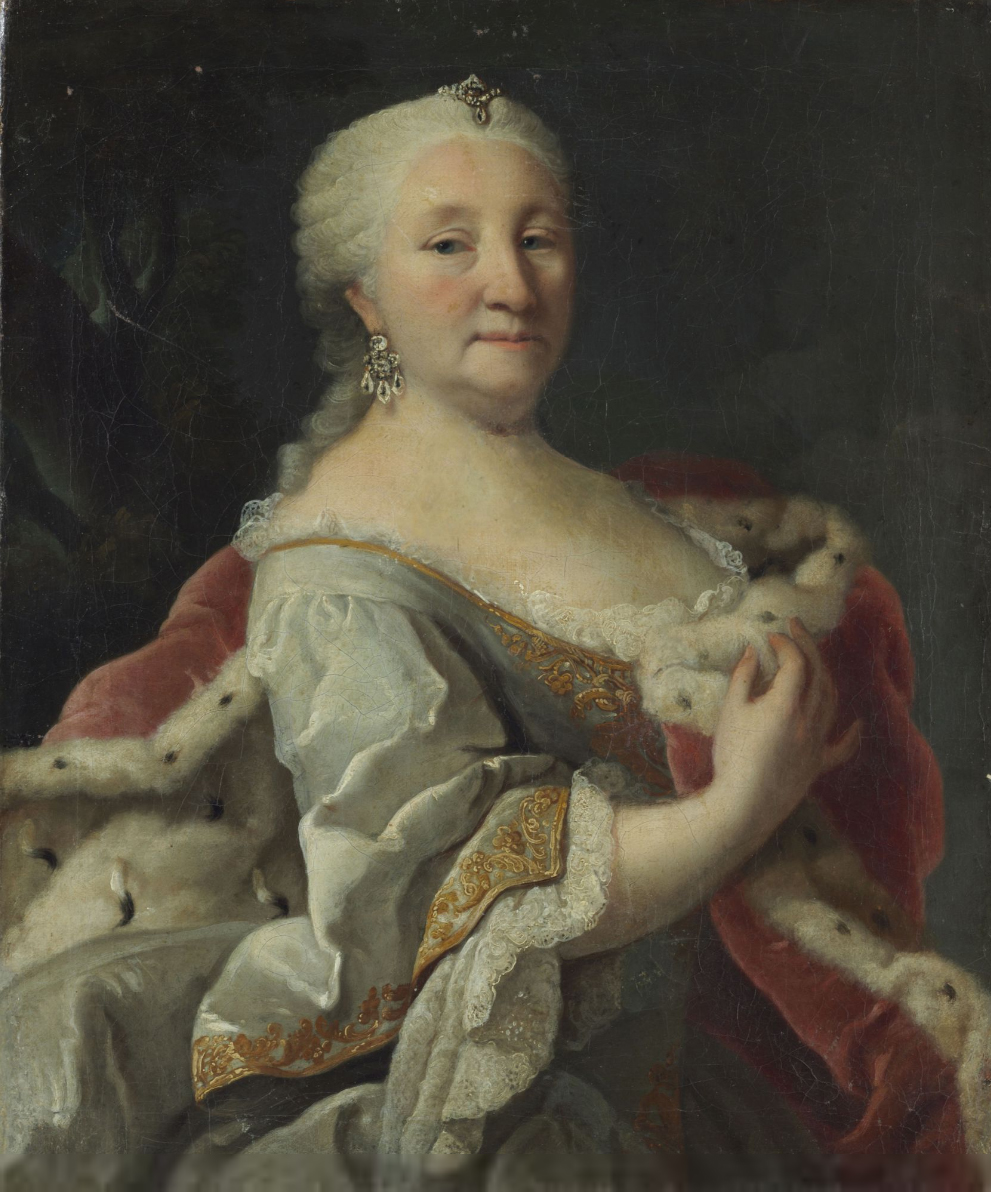
Charlotte Wilhelme von Anhalt-Bernburg-Schaumburg-Hoym, Ehefrau des Landgrafen Wilhelm von Hessen-Philippsthal-Barchfeld

Charlotte Wilhelmine von Anhalt-Bernburg-Schaumburg-Hoym (* 24. November 1704; † 11. November 1766 auf Schloss Wilhelmsburg (Barchfeld)) war eine deutsche Prinzessin und wurde durch Heirat paragierte Landgräfin von Hessen-Philippsthal-Barchfeld.

## Leben

### Herkunft und Familie
Charlotte Wilhelmine von Anhalt-Bernburg war die Tochter des Lebrecht von Anhalt-Bernburg-Schaumburg-Hoym (1669–1727), der in erster Ehe mit Charlotte von Nassau-Schaumburg verheiratet war und mit ihr drei Söhne, darunter Viktor I. Amadeus Adolf als Nachfolger seines Vaters, und zwei Töchter hatte. Nach Charlottes Tod heiratete Lebrecht am 26. Juni 1702 die Baronesse Eberhardine Jacobe von Weede (1682–1724). Sie war die Tochter des Johann George, Baron van Weede (1627–1696; 1675 Reichsfreiherrenstand), Herr zu Biljoen, Walenburg, Balgoy und Keent, Gouverneur von Grave, und der Margarethe geb. von Raesfeld (1646–1712). Da sie nicht dem Hochadel entstammte, war es zunächst eine unstandesgemäße, also morganatische Ehe. In einem Vertrag vom 23. Februar 1703 wurde der gebürtigen Baronesse von Weede und den aus der Ehe zu erwartenden Kindern der freiherrliche Stand mit dem Namen von Bähringen zuerkannt. Doch am 1. August 1705 ließ der Fürst seiner Gemahlin Eberhardine vom Kaiser die Würde einer Reichsgräfin von Weede verleihen. Charlotte Wilhelmines Mutter galt nun als gebürtige Gräfin von Weede, damit war es nicht mehr eine standesungleiche, morganatische Ehe: sie wurde nun als ebenbürtige Gemahlin des Fürsten als Fürstin von Anhalt geachtet, und es waren die Kinder aus dieser Ehe, also Charlotte Wilhelmine und ihre Geschwister, nicht mehr auf den freiherrlichen Namen von Bähringen beschränkt, sondern waren Prinz bzw. Prinzessin von Anhalt. Aus dieser Ehe gingen neben Charlotte Wilhelmine, die Kinder Viktoria Sophie (*/† 1704), Johann Georg (1705–1706), Joseph Karl (1706–1737), Sophie Christine Eberhardine (1710–1784, ⚭ Fürst Christian zu Schwarzburg-Sondershausen-Neustadt (1700–1749) und Viktor Lebrecht (1711–1737) hervor.
Charlotte Wilhelmine heiratete am 31. Oktober 1724 auf Schloss Hoym den paragierten Landgrafen Wilhelm von Hessen-Philippsthal-Barchfeld (1692–1761). Das Ehepaar wohnte bis 1732 auf Schloss Wilhelmsburg-Barchfeld, dem landgräflichen Familiensitz seit 1690. Mit Rücksichtnahme auf Wilhelms Karriere zog die Familie in die Niederlande. Hier starben von den 15 Kindern des Paares sechs im Kleinkindesalter. Die überlebenden Kinder waren
- Charlotte Friederike Catharina (1725–1798, ⚭ 1765 Graf Albrecht August von Ysenburg-Büdingen-Wächtersbach)
- Friedrich (1727–1777, ⚭ 1772 Gräfin Sophie Henriette zu Salm-Grumbach (1740–1800))
- Johanna Charlotte (1730–1799)
- Caroline (1731–1808)
- Ulrike Eleonore (1732–1795, ⚭ 1755 Landgraf Wilhelm von Hessen-Philippsthal (1726–1810))
- Karl Wilhelm (1734–1764, Offizier im niederländischen Heer)
- Anna Friederike Wilhelmine (1735–1785, ⚭ Ludwig Heinrich Adolf Graf zu Lippe-Detmold, 1732–1800, Sohn von Simon Heinrich zur Lippe-Detmold)
- Dorothea Marie (1738–1799, ⚭ 1764 Graf Johann Karl Ludwig zu Löwenstein-Wertheim-Virneburg (1740–1816))
- Adolf (1743–1803, paragierter Landgraf, ⚭ 1781 Prinzessin Luise von Sachsen-Meiningen (1752–1805))

Charlotte Wilhelmine starb auf Schloss Wilhelmsburg und wurde in Herrenbreitungen beigesetzt.